# آنی پاریس
آنی پاریس (انگلیسی: Annie Parisse؛ زادهٔ ۳۱ ژوئیهٔ ۱۹۷۵) یک بازیگر سینما و هنرپیشه اهل ایالات متحده آمریکا است.
از فیلم‌ها یا برنامه‌های تلویزیونی که وی در آن نقش داشته است می‌توان به مرد عنکبوتی شگفت‌انگیز، اقیانوس آرام، گنجینه ملی، شماره یک: برای پول، مادرشوهر هیولا، قطعاً، شاید، آهنگ عشق من و این نیز بگذرد اشاره کرد.